# Монтиљио (Асти)
Монтиљио је насеље у Италији у округу Асти, региону Пијемонт.
Према процени из 2011. у насељу је живело 459 становника. Насеље се налази на надморској висини од 264 м.